# ぜんざい屋事件
ぜんざい屋事件（ぜんざいやじけん）は、土佐勤王党の残党による大坂城乗っとり計画を察知した新選組による浪士襲撃事件である。
慶応元年1月8日（1865年2月3日）、故郷の藩を脱藩してきた土佐浪士達は進退に極まり大坂に隠れ潜んだ。土佐勤王党の残党大利鼎吉、田中光顕、大橋慎三、池田応輔、大坂南瓦町にぜんざい屋を構える石蔵屋政右衛門（本多内蔵助）らは、大坂市街に火を放ち、其の混乱に乗じて大坂城を乗っとるという計画を立てた。
新選組大坂屯所隊長谷万太郎は友人の谷川辰吉から土佐浪士の不審情報を得ると、兄の谷三十郎、正木直太郎、阿部十郎を呼んでぜんざい屋を襲撃した。京都の新選組本隊には事後的に伝えた。
4人はぜんざい屋を襲撃するが土佐勤王党はほとんど外出中で、石蔵屋と大利しかいなかった。谷万太郎が石蔵屋を斬りつけるが逃げてしまったので、4人掛かりで2階にいた大利に斬りつけ討ち取った。他の者は襲撃を知ると姿をくらました。新選組本隊もこれを聞いて京都から出動し大坂を探索したが、土佐勤王党の残党は大和方面などに逃亡した。

## 関連事項
- 四ツ塚様

## 事件を扱った作品
- 司馬遼太郎『浪華城焼打』（短編集「幕末」収録）
- 門井慶喜『新選組の料理人』（光文社）